# Josie Davis
Josie Davis, född 16 januari 1973 i Los Angeles, Kalifornien, USA, är en amerikansk skådespelare.
Davis är känd från TV-serien Beverly Hills, där hon i sista säsongen spelar David Silvers flickvän Camille Desmond. Hon har även haft småroller i serier som Baywatch, Nash Bridges, CSI: Miami, NCIS, 2 1/2 män och Ghost Whisperer.

## Filmografi (urval)
| År   | Titel           | Roll            | Kommentar                                           |
| ---- | --------------- | --------------- | --------------------------------------------------- |
| 1998 | Baywatch        | Liz Brooks      | TV-serie                                            |
| 1999 | Nash Bridges    | Ursula          | TV-serie                                            |
| 2000 | Beverly Hills   | Camille Desmond | TV-serie                                            |
| 2004 | CSI: Miami      | Mary Donlan     | TV-serie                                            |
| 2004 | NCIS            | Marta           | TV-serie                                            |
| 2005 | 2 1/2 män       | Sandy           | TV-serie; avsnittet "Santa's Village of the Damned" |
| 2007 | Ghost Whisperer | Sally Jenkins   | TV-serie                                            |